# Zhang Linpeng
Zhang Linpeng (Jinan, 9 de maio de 1989) é um futebolista chinês que atua como zagueiro ou volante. Atualmente, defende o Shanghai Port.

## Carreira
Zhang Linpeng representou a Seleção Chinesa de Futebol na Copa da Ásia de 2011 e 2015.

## Títulos
Shanghai Port
- China League Two (3ª divisão): 2007
- Super Liga Chinesa: 2023, 2024

Guangzhou Evergrande
- Super Liga Chinesa: 2011, 2012, 2013, 2014, 2015, 2016, 2017, 2019
- Liga dos Campeões da AFC: 2013, 2015
- Copa da China: 2012, 2016
- Supercopa da China: 2012, 2016, 2017, 2018

### Seleção Chinesa
- Copa do Leste Asiático: 2010

### Individuais
- Seleção da Super Liga Chinesa: 2013, 2014, 2015, 2016, 2018
- Time dos Sonhos da Liga dos Campeões da AFC: 2013, 2015